# Malagassische supercup
De Malagassische Supercup is de openingswedstrijd van het Malagassische voetbalseizoen.
In de wedstrijd spelen de landskampioen en de winnaar van de Beker van Madagaskar tegen elkaar. De Supercup werd van 2002 tot 2010 georganiseerd en als zowel de landstitel als de beker door dezelfde ploeg gewonnen zijn dan wordt er geen wedstrijd gespeeld (dit gebeurde in 2004 en 2005).

## Wedstrijden
| Jaar | Winnaar THB Champions League               | Uitslag                                    | Winnaar Beker van Madagaskar               |
| ---- | ------------------------------------------ | ------------------------------------------ | ------------------------------------------ |
| 2002 | AS Adema                                   | 1 – 0                                      | AS Fortior                                 |
| 2003 | Ecoredipharm                               | 2 – 0                                      | Léopards de Transfoot                      |
| 2004 | Niet gespeeld, USJF Ravinala won de dubbel | Niet gespeeld, USJF Ravinala won de dubbel | Niet gespeeld, USJF Ravinala won de dubbel |
| 2005 | Niet gespeeld, USCA Foot won de dubbel     | Niet gespeeld, USCA Foot won de dubbel     | Niet gespeeld, USCA Foot won de dubbel     |
| 2006 | AS Adema                                   | 1 – 0                                      | Ajesaia                                    |
| 2007 | Ajesaia                                    | 1 – 1 (3 – 1 na strafschoppen)             | AS Adema                                   |
| 2008 | Académie Ny Antsika                        | 2 – 4 (na verlenging)                      | AS Adema                                   |
| 2009 | Ajesaia                                    | 1 – 0 (na verlenging)                      | AS Adema                                   |
| 2010 | CNaPS Sport                                | 3 – 2                                      | AS Adema                                   |